# Apocrypta polyspina
Apocrypta polyspina är en stekelart som beskrevs av Ulenberg 1985. Apocrypta polyspina ingår i släktet Apocrypta och familjen fikonsteklar.
Artens utbredningsområde är Madagaskar. Inga underarter finns listade i Catalogue of Life.